# Maszisz
Maszisz (örményül: Մասիս város Örményországban Ararat tartomány nyugati részén. Jerevántól 14 km-re délre fekszik a Hrazdan folyó bal partján, a főváros egyik elővárosa. Lakosainak száma 20539.